# Kasteel Potuit

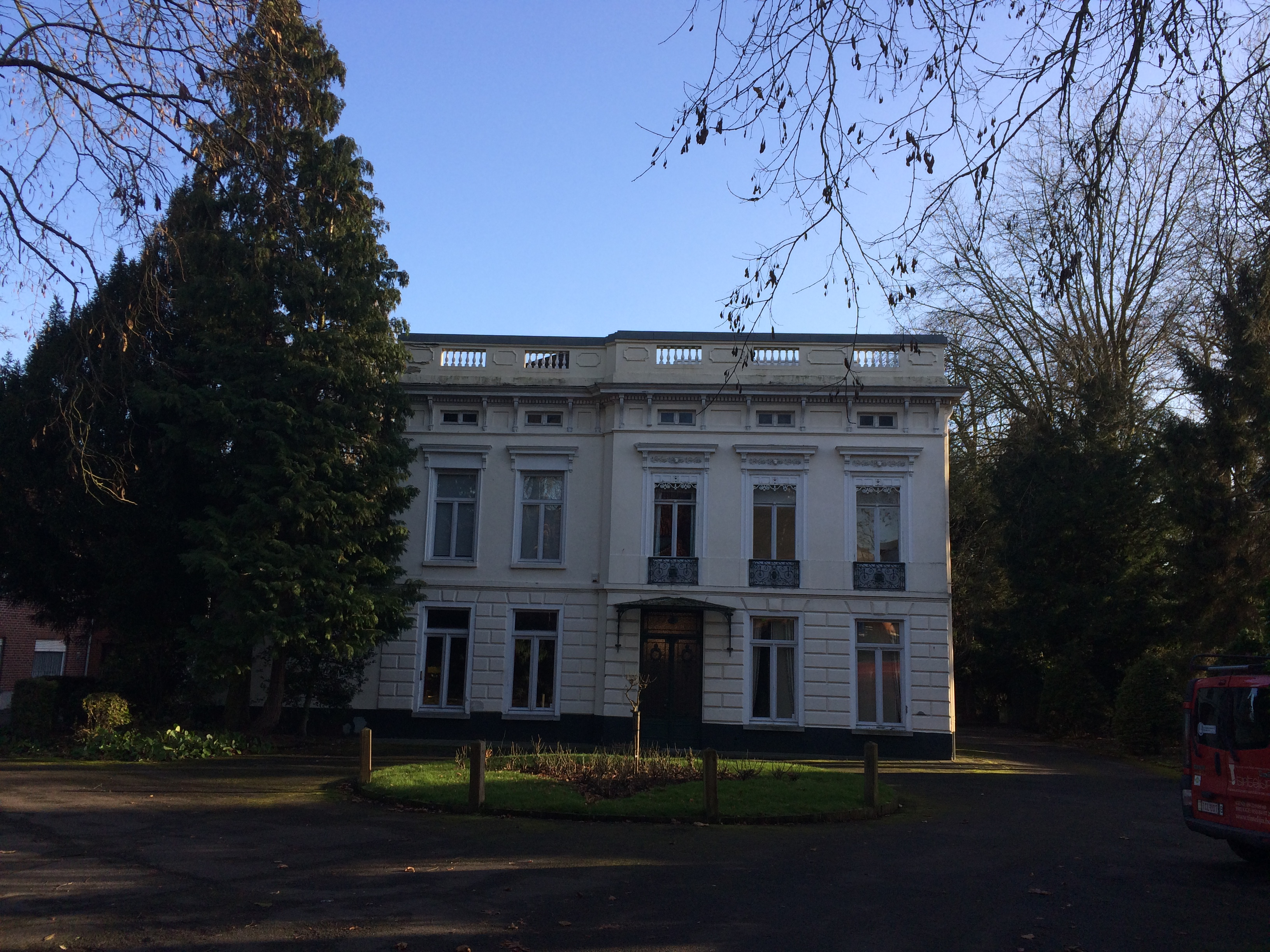
Kasteel Potuit

Kasteel Potuit is een kasteeltje in de tot de gemeente Gent behorende plaats Sint-Amandsberg, gelegen aan de Antwerpsesteenweg 528.
In de eerste helft van de 19e eeuw werd dit kasteeltje gebouwd maar in 1866 werd het verbouwd en uitgebreid.
Het betreft een neoclassicistisch herenhuis. De drie rechter traveeën, die iets naar voren steken, vormen het oorspronkelijke huis uit de eerste helft van de 19e eeuw. Vermoedelijk ooit bij het kasteel behorend is de oranjerie, eveneens in neoclassicistische stijl.
Zowel in het kasteel als in het bijbehorende park worden appartementen gebouwd (2022).
Alle woonunits worden aangesloten op een CO2-neutraal warmtenet waarvoor tot 150 meter diep wordt geboord. Dit project wordt de eerste gasloze wijk in Vlaanderen waarbij Energent, een lokale burgercoöperatie, instaat voor de bouw, de financiering én het beheer van het warmtenet.